# Хайнрих Леополд фон Райхенбах
Хайнрих Леополд фон Райхенбах-Гошюц (на немски: Heinrich Leopold Graf von Reichenbach-Goschütz; * 28 март 1733, Гошюц, Долносилезко войводство, Полша; † 25 февруари 1805, Зорау (днес Жари) в Долна Лужица, Полша) е граф на Райхенбах в Силезия.

## Произход
Фамилията му е значима и влиятелна протестантска магнат-фамилия в Силезия, свободен и племенен господар на Гошюц, „генерален наследствен пощенски-майстер“ на Силезия. Гошюц е издинат 1752 г. от пруския крал на „Свободно племенно господство“.
Той е третият син на граф Хайнрих Леополд фон Райхенбах-Гошюц (1705 – 1775), свободен и племенен господар на Гошюц, „генерален наследствен пощенски-майстер“ на Силезия, и първата му съпруга графиня Хелена Агнес фон Золмс-Вилденфелс (1707 – 1735), дъщеря на граф Хайнрих Вилхелм фон Золмс-Вилденфелс (1675 – 1741) и графиня Хелена Доротея Трушсес фон Валдбург (1680 – 1712). Баща му се жени втори път през 1737 г. за принцеса Фридерика Шарлота фон Шьонайх-Каролат (1720 – 1741) и трети път през 1742 г. за принцеса Амалия Мария/Мариана Анна фон Шьонайх-Каролат (1718 – 1790), сестра на втората му съпруга.
Брат е на Хайнрих Густаф Готлоб фон Райхенбах-Гошюц (1731 – 1805), Кристоф Хайнрих фон Райхенбах-Гошюц (1733 – 1772), пруски полковник-лейтенат, и полубрат на Фридрих Хайнрих Емил фон Райхенбах-Гошюц (1745 – 1795) и Карл Хайнрих Фабиан фон Райхенбах-Гошюц (1746 – 1828).

## Фамилия
Първи брак: през юни 1758 г. с фрайин Шарлота Хелена фон Трач и Бюркау († 12 май 1760), вдовица на Георг Ернст фон Нетелхорст, дъщеря на фрайхер Йохан Готлиб Райнхард фон Трач и Бюркау и фрайин Шарлота фн Байер. Те имат една дъщеря:
- Шарлота Хелена Амалия фон Райхенбах (* 1760; † 17 февруари 1761)

Втори брак: на 16 май 1770 г. във Фестенберг с графиня София Амалия Хенриета фон Райхенбах-Гошюц (* 9 април 1755, Фестенберг; † 31 януари 1797, Кайзерсвалдау), дъщеря на брат му граф Хайнрих Густаф Готлоб фон Райхенбах-Гошюц (1731 – 1790) и принцеса Шарлота Августа фон Шварцбург-Зондерсхаузен (1732 – 1774), дъщеря на принц Август I фон Шварцбург-Зондерсхаузен (1691 – 1750) и принцеса Шарлота София фон Анхалт-Бернбург (1696 – 1762). Те имат шест деца:
- Карл Хайнрих Емил Готлоб фон Райхенбах (* 19 октомври 1771, Фестенберг; † 30 април 1823, Ландсберг а. дер Варте), неженен
- Хайнрих Леополд Вилхелм Кристоф фон Райхенбах (* 22 март 1773, Померсвиц; † 17 юни 1834, Вайсщайн), женен I. на 22 май 1803 г. в Пилцен за Ернестина фон Кцетриц-Нойхаус (* 21 декември 177, Пилцен; † 29 септември 1816, Швайдниц), II. на 3 януари 1818 г. в Берлин за Юлия фон Таден (* 3 януари 1793, Потсдам; † 9 октомври 1868, Вайсщайн)
- Карл Хайнрих Лудвиг фон Райхенбах (* 27 май 1775, Померсвиц; † 8 май 1804, Кайзерсвалдау), женен на 20 февруари 1798 г. в Коценау за бурграфиня и графиня Амалия Луиза Елеонора фон Дона-Шлодиен (* 16 август 1773; † 1827)
- Шарлота Каролина Амалия фон Райхенбах (* 11 ноември 1776, Померсвиц; † 7 януари 1851, Верау или в Кличдорф), омъжена на 20 октомври 1797 г. в Кличдорф, Полша, за граф Йохан Хайнрих Фридрих фон Золмс-Барут (* 18 април 1770; † 1 февруари 1810, Кличдорф)
- Хайнрих Вилхелм Фридрих фон Райхенбах (* 23 октомври 1779, Померсвиц; † 18 юли 1857, Шмидеберг), женен I. на 27 юни 1804 г. в Женсдор за графиня Луиза Емилия Каролина фон Райхенбах (* 10 януари 1784, Шегелн; † 18 март 1809, Шегелн), дъщеря на полубрат граф Фридрих Хайнрих Емил фон Райхенбах (1745 – 1795), II. на 9 септември 1815 г. в Барут за графиня Фридерика Вилхелмина Георгета фон Золмс-Барут (* 24 декември 1788, Барут; † 16 май 1818), III. на 4 януари 1823 г. в Лауске за графиня Йохана Вилхелмина Готлибе фон Бреслер (* 3 февруари 1782, Поммерсвиц; † 29 октомври 1840, Дрезден)
- Каролина Амалия Фридерика фон Райхенбах (* 18 юли 1781, Померсвиц; † 25 януари 1838, Дрезден), неомъжена